# Chetriș
Chetriș es una localidad de Moldavia en el distrito (raión) de Fălești.

## Geografía
Se encuentra a una altitud de 67 m s. n. m. a 151 km de la capital nacional, Chisináu.

## Demografía
En el censo 2014 el total de población de la localidad fue de 1 482 habitantes.